# Fotboll vid Indiska oceanspelen 2003
Fotboll vid Indiska oceanspelen 2003 avgjordes på Mauritius. Turneringen vanns av värdnationen Mauritius före Franska Indiska Oceanen och Seychellerna.

## Gruppspel

### Grupp A
| Nr | Lag          | S | V | O | F | GM | IM | MS | P |
| -- | ------------ | - | - | - | - | -- | -- | -- | - |
| 1  | Mauritius    | 2 | 1 | 1 | 0 | 3  | 1  | +2 | 4 |
| 2  | Seychellerna | 2 | 0 | 2 | 0 | 1  | 1  | 0  | 2 |
| 3  | Madagaskar   | 2 | 0 | 1 | 1 | 2  | 4  | −2 | 1 |

|  | 28 augusti 2003 | Seychellerna        | 1 – 1   | Madagaskar      | Stade George V                                           |                                                          |
|  |                 | Ruphin Menakely 32′ | (1 – 0) | 87′ Alpha Baldé | Curepipe Publik: 1 000 Domare: Lim Kee Chong (Mauritius) | Curepipe Publik: 1 000 Domare: Lim Kee Chong (Mauritius) |
|  |                 |                     |         |                 | Curepipe Publik: 1 000 Domare: Lim Kee Chong (Mauritius) | Curepipe Publik: 1 000 Domare: Lim Kee Chong (Mauritius) |
|  |                 |                     |         |                 | Curepipe Publik: 1 000 Domare: Lim Kee Chong (Mauritius) | Curepipe Publik: 1 000 Domare: Lim Kee Chong (Mauritius) |

|  | 30 augusti 2003 | Mauritius                                           | 3 – 1   | Madagaskar             | Stade George V                                              |                                                             |
|  |                 | Kersley Appou 15′ (str.), 63′ Christopher Perle 17′ | (2 – 1) | 54′ Claude Ralaitafika | Curepipe Publik: 4 500 Domare: Christophe Ramsamy (Réunion) | Curepipe Publik: 4 500 Domare: Christophe Ramsamy (Réunion) |
|  |                 |                                                     |         |                        | Curepipe Publik: 4 500 Domare: Christophe Ramsamy (Réunion) | Curepipe Publik: 4 500 Domare: Christophe Ramsamy (Réunion) |
|  |                 |                                                     |         |                        | Curepipe Publik: 4 500 Domare: Christophe Ramsamy (Réunion) | Curepipe Publik: 4 500 Domare: Christophe Ramsamy (Réunion) |

|  | 2 september 2003 | Mauritius | 0 – 0 | Seychellerna | Stade George V |  |
|  |                  |           |       |              | Curepipe       |  |
|  |                  |           |       |              |                |  |
|  |                  |           |       |              |                |  |

### Grupp B
| Nr | Lag                     | S | V | O | F | GM | IM | MS | P |
| -- | ----------------------- | - | - | - | - | -- | -- | -- | - |
| 1  | Franska Indiska Oceanen | 2 | 2 | 0 | 0 | 5  | 0  | +5 | 6 |
| 2  | Komorerna               | 2 | 0 | 0 | 2 | 0  | 5  | −5 | 0 |

|  | 30 augusti 2003 | Franska Indiska Oceanen | 1 – 0   | Komorerna | Stade Auguste Vollaire                                                  |                                                                         |
|  |                 | Willy Robert 34′        | (0 – 0) |           | Centre de Flacq Publik: 103 Domare: Jean-Claude Labrosse (Seychellerna) | Centre de Flacq Publik: 103 Domare: Jean-Claude Labrosse (Seychellerna) |
|  |                 |                         |         |           | Centre de Flacq Publik: 103 Domare: Jean-Claude Labrosse (Seychellerna) | Centre de Flacq Publik: 103 Domare: Jean-Claude Labrosse (Seychellerna) |
|  |                 |                         |         |           | Centre de Flacq Publik: 103 Domare: Jean-Claude Labrosse (Seychellerna) | Centre de Flacq Publik: 103 Domare: Jean-Claude Labrosse (Seychellerna) |

|  | 2 september 2003 | Komorerna | 0 – 4   | Franska Indiska Oceanen                           | Stade Auguste Vollaire |                 |
|  |                  |           | (0 – 2) | 6′ (str.), 87′ Gaël Payet 10′, 74′ Nicolas Hoarau | Centre de Flacq        | Centre de Flacq |
|  |                  |           |         |                                                   | Centre de Flacq        | Centre de Flacq |
|  |                  |           |         |                                                   | Centre de Flacq        | Centre de Flacq |

## Slutspel

### Slutspelsträd
|  | Semifinaler             | Semifinaler             |   |           | Final        | Final |  |
|  |                         |                         |   |           |              |       |  |
|  |                         |                         |   |           |              |       |  |
|  | Mauritius               | 5                       |   |           |              |       |  |
|  | Komorerna               | 0                       |   |           |              |       |  |
|  |                         |                         |   |           |              |       |  |
|  |                         |                         |   |           |              |       |  |
|  |                         |                         |   |           | Mauritius    | 2     |  |
|  |                         | Franska Indiska Oceanen | 1 |           |              |       |  |
|  |                         |                         |   |           |              |       |  |
|  |                         |                         |   |           |              |       |  |
|  |                         |                         |   |           | Bronsmatch   |       |  |
|  |                         |                         |   |           |              |       |  |
|  | Franska Indiska Oceanen | 1                       |   | Komorerna | 0            |       |  |
|  | Seychellerna            | 0                       |   |           | Seychellerna | 2     |  |

### Semifinaler
|  | 4 september 2003 | Mauritius                                                                                 | 5 – 0   | Komorerna | Stade George V                                                     |                                                                    |
|  |                  | Christopher Perle 8′, 87′ Kersley Appou 42′ (str.) Henri Speville 47′ Jimmy Cundasamy 70′ | (2 – 0) |           | Curepipe Publik: 4 500 Domare: Jean-Claude Labrosse (Seychellerna) | Curepipe Publik: 4 500 Domare: Jean-Claude Labrosse (Seychellerna) |
|  |                  |                                                                                           |         |           | Curepipe Publik: 4 500 Domare: Jean-Claude Labrosse (Seychellerna) | Curepipe Publik: 4 500 Domare: Jean-Claude Labrosse (Seychellerna) |
|  |                  |                                                                                           |         |           | Curepipe Publik: 4 500 Domare: Jean-Claude Labrosse (Seychellerna) | Curepipe Publik: 4 500 Domare: Jean-Claude Labrosse (Seychellerna) |

|  | 4 september 2003 | Franska Indiska Oceanen | 1 – 0   | Seychellerna | Stade Auguste Vollaire        |                               |
|  |                  | Willy Robert 2′         | (1 – 0) |              | Centre de Flacq Publik: 1 000 | Centre de Flacq Publik: 1 000 |
|  |                  |                         |         |              | Centre de Flacq Publik: 1 000 | Centre de Flacq Publik: 1 000 |
|  |                  |                         |         |              | Centre de Flacq Publik: 1 000 | Centre de Flacq Publik: 1 000 |

### Bronsmatch
|  | 6 september 2003 | Seychellerna          | 2 – 0   | Komorerna | Stade George V |          |
|  |                  | Yelvahny Rose 2′, 25′ | (2 – 0) |           | Curepipe       | Curepipe |
|  |                  |                       |         |           | Curepipe       | Curepipe |
|  |                  |                       |         |           | Curepipe       | Curepipe |

### Final
|  | 6 september 2003 | Mauritius                                | 2 – 1   | Franska Indiska Oceanen | Stade George V                                                      |                                                                     |
|  |                  | Jimmy Cundasamy 41′ Jean-Marc Ithier 83′ | (1 – 0) | 70′ Gérard Hubert       | Curepipe Publik: 10 000 Domare: Jean-Claude Labrosse (Seychellerna) | Curepipe Publik: 10 000 Domare: Jean-Claude Labrosse (Seychellerna) |
|  |                  |                                          |         |                         | Curepipe Publik: 10 000 Domare: Jean-Claude Labrosse (Seychellerna) | Curepipe Publik: 10 000 Domare: Jean-Claude Labrosse (Seychellerna) |
|  |                  |                                          |         |                         | Curepipe Publik: 10 000 Domare: Jean-Claude Labrosse (Seychellerna) | Curepipe Publik: 10 000 Domare: Jean-Claude Labrosse (Seychellerna) |

## Statistik

### Skytteligan
3 mål
| - Christopher Perle | - Kersley Appou |  |

2 mål
| - Gaël Payet - Nicolas Hoarau | - Willy Robert - Jimmy Cundasamy | - Yelvahny Rose |

1 mål
| - Gérard Hubert - Alpha Baldé | - Claude Ralaitafika - Henri Speville | - Jean-Marc Ithier - Ruphin Menakely |

### Slutställning
Matcher som avgjorts efter förlängning räknas som vinst respektive förlust, matcher som avgjorts via straffsparksläggning räknas som oavgjort.
| Nr | Lag                     | S | V | O | F | GM | IM | MS  | P  |
| -- | ----------------------- | - | - | - | - | -- | -- | --- | -- |
| 1  | Mauritius               | 4 | 3 | 1 | 0 | 10 | 2  | +8  | 10 |
| 2  | Franska Indiska Oceanen | 4 | 3 | 0 | 1 | 7  | 2  | +5  | 9  |
| 3  | Seychellerna            | 4 | 1 | 2 | 1 | 3  | 2  | +1  | 5  |
| 4  | Komorerna               | 4 | 0 | 0 | 4 | 0  | 12 | −12 | 0  |
| 5  | Madagaskar              | 2 | 0 | 1 | 1 | 2  | 4  | −2  | 1  |

## Anmärkningslista
1. 1 2  Réunion och Mayotte tävlade tillsammans under namnet "Franska Indiska Oceanen" men statistiken skrivs till Réunion. Mayotte hade tidigare varit en del av Komorernas landslag.